# Darin Olver
Darin Olver (* 5. März 1985 in Burnaby, British Columbia) ist ein ehemaliger deutsch-kanadischer Eishockeyspieler, der im Verlauf seiner aktiven Karriere zwischen 2003 und 2021 unter anderem 650 Spiele für die Straubing Tigers, Augsburger Panther, Eisbären Berlin, ERC Ingolstadt und Schwenninger Wild Wings aus der Deutschen Eishockey Liga (DEL) unter Vertrag gestanden und dort auf der Position des linken Flügelstürmers gespielt hat. Mit den Eisbären Berlin wurde Olver in den Jahren 2012 und 2013 jeweils Deutscher Meister. Sein jüngerer Bruder Mark war ebenfalls professioneller Eishockeyspieler.

## Karriere
Durch die Tätigkeit als Eishockeytrainer von seinem Vater John lebte Darin in seiner Kindheit in verschiedenen Bundesstaaten der Vereinigten Staaten, nachdem Olvers Großeltern mütterlicherseits von Deutschland nach Kanada ausgewandert waren. Trotzdem spielte er als Junior bei den Chilliwack Chiefs, einem Verein aus seiner Geburtsregion, in der British Columbia Hockey League. In der Saison 2002/03 erreichte er mit den Chiefs das Finale und waren deren punktbester Spieler. Danach wechselte er in die US-Collegeliga NCAA an die Northern Michigan University, bei welchem er für deren Eishockeyteam, den Wildcats vier Spielzeiten aktiv war. Dabei war Olver in drei Saisons der punktbeste Spieler sowie in seiner letzten Collegesaison 2006/07 bester Vorbereiter und hinter Mike Santorelli bester Scorer des Collegeteams. Die folgenden 3 Spielzeiten war dann sein Bruder Mark jeweils punktbester Spieler der Northern Michigan Wildcats. Auf Grund seiner erfolgreichen Collegespielzeit wurde der Linksschütze zum NHL Entry Draft 2004 eingeladen und als 36. in der zweiten Runde von den New York Rangers ausgewählt, die ihn zum Ende der Saison 2006/07 erstmals bei ihrem Farmteam Hartford Wolf Pack in der American Hockey League einsetzten. Olver wurde als intelligenter Spieler mit Spielmacherqualität, welchem es etwas an physischer Durchsetzungsfähigkeit mangelt, bewertet.

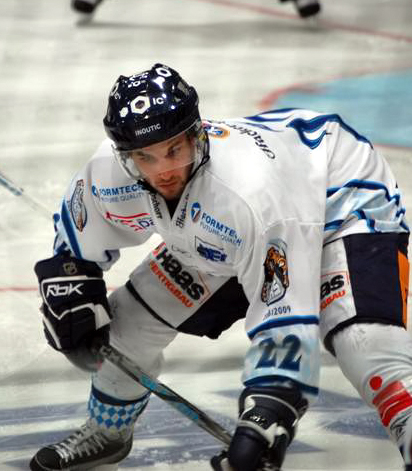
Olver im Trikot der Straubing Tigers (2008)

Wegen der vielen Spiele sowie der härteren Spielweise in den nordamerikanischen Profiligen, wechselte Olver nach nur 6 Einsätzen in der AHL nach Deutschland, wo er in der Saison 2007/08 für die Fischtown Pinguins Bremerhaven aus der 2. Eishockey-Bundesliga auflief.  Mit den Norddeutschen konnte er in der Relegation den Klassenerhalt sichern und war über die gesamte Saison der punktbeste Spieler seines Teams.  Nach guten Leistungen in Bremerhaven wurde der Kanadier schließlich zur Spielzeit 2008/09 von den Straubing Tigers aus der Deutschen Eishockey Liga verpflichtet. In seiner ersten DEL-Saison konnte er auch auf Grund einer Verletzung noch keine Akzente setzten, erregte jedoch die Aufmerksamkeit von Larry Mitchell dem Trainer des Ligakonkurrenten Augsburger Panther, welcher ihn für die Saison 2009/10 verpflichtete.
Mitchell setzte Olver auf der Mittelstürmerposition an der Seite von Brett Engelhardt und Colin Murphy ein, welches eine der erfolgreichsten Angriffsreihen der Liga bilden sollte. Es war auch die bis dahin erfolgreichste DEL-Saison der Panther, in welcher man in den Play-offs die Adler Mannheim als auch den amtierenden Meister und Hauptrundensieger Eisbären Berlin besiegte und das Finale erreichte. Olver selbst wurde nach der Hauptrunde von der Fachzeitschrift Eishockey News zum „Aufsteiger des Jahres“ gewählt. Auch in der Folge- und zweiten Saison bei den Panthern bildete Olver mit Barry Tallackson und Noah Clarke wieder eine sehr erfolgreiche Angriffsreihe, war mit 70 Punkten sowie 47 Assists der erfolgreichste Scorer und Vorbereiter der Liga und wurde einstimmig von einem jährlich berufenen Experten Gremium der Eishockey News zum besten Mittelstürmer der DEL und zum Spieler des Jahres gewählt. In dieser Spielzeit, im November 2010 trat er im Rahmen des Deutschland Cups auch erstmals im Trikot der deutschen Nationalmannschaft an.
Zur Saison 2011/12 wechselte er zusammen mit seinem Sturmpartner Tallackson zum amtierenden Meister Eisbären Berlin. Hier war er in seiner ersten Saison für den Hauptstadtclub bester Scorer der Mannschaft, konnte die Meisterschaft verteidigen, bei welcher er im entscheidenden Spiel gegen die Adler Mannheim den wichtigen 2:1-Führungstreffer beim 3:1-Finalsieg erzielte. Auch in der Folgesaison konnte er mit den Berlinern nochmal die Meisterschaft gewinnen – insgesamt war er 6 Spielzeiten für die Eisbären aktiv, wobei er in der Saison 2015/16, in welcher er zusammen mit seinem Bruder Mark für Berlin spielte, nochmals punktbester Spieler seiner Mannschaft war.
Zur Saison 2017/18, als auch Tallackson den Verein verlassen musste, löste er seinen laufenden Vertrag in Berlin auf und wechselte im Tausch mit Thomas Oppenheimer zum ERC Ingolstadt, bei welchen inzwischen sein früherer Förderer Larry Mitchell im Management aktiv war. Bereits in seiner ersten Spielzeit für das Team aus der Audi-Stadt wurde er punktbester Spieler der Mannschaft, so dass sein Vertrag zum Saisonende um weitere zwei Jahre verlängert wurde. Sein 500. DEL-Spiel absolvierte Olver im Trikot der Ingolstädter am 17. November 2017 gegen seinen früheren Verein Eisbären Berlin. Nach drei Jahren in Ingolstadt wechselte Olver im August 2020 zu den Schwenninger Wild Wings. Aufgrund mehrerer Verletzungen verpasste er einen großen Teil der Saison 2020/21 und verließ das Team am Saisonende. Danach trat er im professionellen Eishockey nicht mehr in Erscheinung.

## Erfolge und Auszeichnungen
| - 2010 Deutscher Vizemeister mit den Augsburger Panthern - 2011 Topscorer der DEL-Hauptrunde - 2011 Bester Vorlagengeber der DEL-Hauptrunde | - 2011 DEL-Spieler des Jahres - 2012 Deutscher Meister mit den Eisbären Berlin - 2013 Deutscher Meister mit den Eisbären Berlin |

## Karrierestatistik
(Legende zur Spielerstatistik: Sp oder GP = absolvierte Spiele; T oder G = erzielte Tore; V oder A = erzielte Assists; Pkt oder Pts = erzielte Scorerpunkte; SM oder PIM = erhaltene Strafminuten; +/− = Plus/Minus-Bilanz; PP = erzielte Überzahltore; SH = erzielte Unterzahltore; GW = erzielte Siegtore; 1 Play-downs/Relegation; Kursiv: Statistik nicht vollständig)